# Estadio Ciudad de Tudela
El estadio municipal Ciudad de Tudela es un estadio de fútbol de la ciudad española de Tudela, en Navarra. En él juega sus partidos como el local el Club Deportivo Tudelano, que actualmente milita en segunda RFEF.
El estadio fue originalmente construido en 1969 y en 2021 fue presentado un plan de renovación integral de la instalación que a 2025 ha completado 2 de las 8 fases previstas.

## Historia
En pleno proceso de expansión de la ciudad de Tudela en la década de 1960, el antiguo campo de Griseras, hasta entonces el estadio de la urbe, se quedó pequeño y el acceso a la Tercera División pedía una instalación más idónea para el Club Deportivo Tudelano.
Directivos del Tudelano comenzaron a realizar gestiones para el nuevo campo en diciembre de 1961. El proyecto avanzó lento hasta septiembre de 1965 que se colocaría la primera piedra del futuro estadio diseñado por Enrique Delso. Como era común en la época, las autoridades recurrieron a favores personales para recaudar el dinero y apoyo necesario para tal obra. Entre estos apoyos se destacó el del general Julio Pérez Salas, casado con una tudelana y excompañero de armas de José Antonio Elola, que sería uno de los mayores benefactores del nuevo estadio y por lo que el consistorio lo nombraría hijo adoptivo de Tudela en septiembre de 1966 (título retirado en 2014).
Cuando se plantó el césped en el invierno de 1968, la prensa de la época señaló que el futuro estadio se llamaría José Antonio Elola en honor del hombre por quien su influencia el campo se convirtió en una realidad.
Fue inaugurado el 17 de agosto de 1969, a las cinco y media de la tarde, desfilando todas las secciones deportivas de la ciudad, y hablando diferentes autoridades como el alcalde de Tudela, Rafael Añón y la persona cuyo nombre daba al nuevo campo, José Antonio Elola, exdelegado nacional de Educación Física y Deportes.
Cerró los actos de inauguración un partido entre el Tudelano y Osasuna que acabó en empate. El Tudelano se adelantó con un gol de penalti de Marañón, completaban esa alineación: Astrain, Fausti, Belenguer, Diez, Baztán, Muniesa, Patús, Marañón II, Michelena, Altuna, Añón, Marcilla, Armendáriz; Lerchundi, Ayesa, Prat, Blázquez, Roldán, Jiménez, Altuna y Canario. En el banquillo, como entrenador Miguel Fernández “Lito”.
Fue llamado Estadio Municipal José Antonio Elola desde 1969 hasta 2012, cuando el Pleno del Ayuntamiento de Tudela presidido por Luis Casado Oliver (UPN) aprobó la denominación actual «Ciudad de Tudela» por aplicación de la ley de Memoria Histórica.
En 2019 celebró el medio centenar de años con un estado que invitaba a pensar en su renovación, ya entonces valorado en cerca de 2,5 millones de euros. En 2021 se presentó oficialmente el plan de renovación integral del estadio con un presupuesto de 2,5 millones de euros.

## Características
Su superficie de juego es de césped natural y tiene unas dimensiones de 100x66 metros.
El aforo del estadio es de 11 000 espectadores, de los cuales 700 son sentados.

### Eventos con mayor asistencia
Los eventos con mayor número de asistentes de este estadio han sido:
1. ±9500 espectadores (30/06/1984): Final Copa de la Liga 1984. C. D. Tudelano 4 - 2 Yeclano C. F..[6]
2. +8000 espectadores (20/06/2010): Ascenso a Segunda B 2009-10. C. D. Tudelano 2(3)- 2(4) F. C. Santboià.[15]